# Bangalaia nebulosa
Bangalaia nebulosa är en skalbaggsart som först beskrevs av Max Quedenfeldt 1887.  Bangalaia nebulosa ingår i släktet Bangalaia och familjen långhorningar.
Artens utbredningsområde är Gabon. Inga underarter finns listade.